# Brougue
Brougue is een fantasy stripreeks van de Belgische stripauteur Franz Drappier. De reeks bestaat uit drie delen, die verschenen in de periode 1989-1997 bij uitgeverijen Blanco  (delen 1 en 2) en Talent (deel 3). In 1997 verscheen bij uitgeverij Talent tevens een bundeling van de drie delen in een luxehardcoveruitgave.

## Inhoud
In deze reeks staan de avonturen van de hoofdpersonen Goff en Vosse centraal. Zij zijn tekenleerlingen in de middeleeuwse stad Brougue, een stad die doet denken aan het Belgische Brugge van eertijds, maar dan met mediterrane invloeden. 
De jongen Goff wordt als leerling aangenomen aan een tekenacademie en ontmoet hier Vosse met wie hij vriendschap sluit. Op de achtergrond speelt echter de dreiging van een aanval van barbaarse horden op de stad. Goff is een getalenteerde tekenaar, Vosse een jonge onafhankelijke vrouw die minstens zo dapper is als Goff.Als de staf wordt aangevallen verlaten Vosse en Goff de stad met een speciale opdracht van de stadhouder, ze moeten hulp inroepen van de bergmonniken. 
Het derde deel bevat diverse aanwijzingen voor nog een vervolg. Een vervolg op het derde deel is er nooit meer van gekomen. 

## Tekenstijl
De tekenstijl van Franz is realistisch met een goede weergave van de sfeer. De neiging tot historische interpretatie is voortdurend aanwezig, waardoor de middeleeuwse samenleving in dit verhaal heel geloofwaardig overkomt. 

## Albums
| Nummer | Titel   | Uitgeverij | Verschenen |
| ------ | ------- | ---------- | ---------- |
| 1      | Goff    | Blanco     | 1989       |
| 2      | Vosse   | Blanco     | 1992       |
| 3      | Dakhaas | Talent     | 1997       |